# Tung Jüan

Tung Jüan, Horské sídlo

Tung Jüan (čínsky pchin-jinem Dǒng Yuán, znaky 董源, cca 900 – asi 962), byl čínský malíř žijící v období pěti dynastií a deseti říší v jihočínské říši Jižní Tchang. Tvořil v nejrůznějších žánrech, zachovaly se jeho krajiny.

## Jména
Tung Jüan používal zdvořilostní jméno Šu-ta (čínsky pchin-jinem Shūdá, znaky zjednodušené 叔达, tradiční 叔達) a pseudonym Ťiang-nan žen (čínsky pchin-jinem Jiāngnán rén, znaky 江南人, „Muž z Ťiang-nanu“), znám byl i jako Tung Pej-jüan (čínsky pchin-jinem Dǒng běiyuàn, znaky 董北苑, „Správce Severního parku“).

## Život a dílo
Tung Jüan pocházel z jihočínského Čung-lingu (moderní okres Ťin-sien v prefektuře Nan-čchang v provincii Ťiang-si). Jeho přesná životní data nejsou známá, byl aktivní od 30. do počátku 60. let 10. století. Žil a tvořil v období pěti dynastií a deseti říší v jihočínské říši Jižní Tchang, významném kulturním centru tehdejší Číny.
Proslul jako výborný malíř působící u jižnětchangského dvora v Nankingu, zde zastával funkci pomocníka správce císařského parku. Maloval krajiny, mytická i reálná zvířata („vodní draky, tygry a buvoly“), věnoval se i figurální malbě. Tvořil jak tuší, tak v barvě, zachovaly se však (vesměs v pozdějších kopích) pouze jeho jemně kolorované tušové krajiny. V nich vycházel z tušových krajin tchangského Wang Weje. V malbě tuší však zavedl řadu inovací, je mu např. připisováno vynalezení „tahu konopného vlákna“. V jeho obrazech je rozpoznatelná jihočínská krajina kolem řek a jezer, je pro ně typické rozdělení obrazu do tří plánů – v popředí les, ve středním plánu vodní plocha, jezero nebo častěji řeka, v pozadí hory zahalené oblaky.
Jeho elegantní krajinářský styl vzbuzující lyrickou náladu ovlivnil čínské umění následujících staletí, vraceli se k němu, a jeho žáku Ťü-žanovi, sungští, jüanští i pozdější malíři. Klasickou čínskou kritikou (počínaje Tung Čchi-čchangem) je hodnocen jako jeden ze zakladatelů tzv. „jižní školy“ čínské malby.